# Wiktor Kucaj
Wiktor Kucaj (ur. 17 października 1956) – polski klawiszowiec i kompozytor.
Były członek rzeszowskiej grupy RSC, powstałej w 1981 roku. Jako jedyny z grupy grał we wszystkich jej składach (do roku 2015).

## Dyskografia
Albumy
- RSC (tzw. „fly rock”) wyd. Polskie Nagrania 1984 (LP, MC), 2004 (DG CD)[2]
- RSC / Życie to teatr wyd. VEGA 1984 (MC)[3], 2017 (CD GAD Records)[4]
- Nagrany w Studio RSC album, nigdy się nie ukazał 1987–1988[5]
- Maraton rockowy wyd. Victor 1994 (CD, MC), wyd. MTJ 2000 (CD, MC), wyd. Polskie Radio S.A. 2007 (DG CD)
- Czas Wodnika wyd. Victor 1996 (CD, MC), wyd. Polskie Radio S.A. 2007 (DG CD)
- Parakletos wyd. Ars Mundi 1997 (CD, MC), wyd. Polskie Radio S.A. 2007 (DG CD)
- Gold wyd. Koch International 2000 (CD, MC)
- The Best – Życie to teatr wyd. MTJ 2004 (CD)
- aka flyrock wyd. Lynx Music 2008 (CD)

Single
- 1983 – „Kradniesz mi moją duszę” / „Aneks do snu” – Polskie Nagrania „Muza”[6]
- 1984 – „Reklama mydła” / „Targowisko dusz” – Tonpress[7]
- 2016 – „Życie to tylko walc”[8]

Inne
- Help Maciek 2 Live (2015)[9][10][11]

## Wyróżnienia
- Medal Arts-Scients-Lettres przyznany przez Stowarzyszenie Arts-Sciences-Lettres w Paryżu 2019[12]